# Mojave National Preserve
Mojave National Preserve is een beschermd natuurgebied in San Bernardino County in het zuidoosten van de Amerikaanse staat Californië. Het gebied ligt in de Mojavewoestijn en werd middels de California Desert Protection Act door het Amerikaans Congres beschermd op 31 oktober 1994. Het reservaat wordt beheerd door de National Park Service. Voor 1994 was het gebied bekend als de East Mojave National Scenic Area, beheerd door het Bureau of Land Management.
Het Mojave National Preserve vormt samen met de omliggende natuurgebieden Castle Mountains National Monument, Mojave Trails National Monument, Joshua Tree National Park en Sand to Snow National Monument een aaneensluitende zone van meer dan 16.400 km² beschermd federaal gebied. Het is het grootste van de National Preserves in de 48 aaneengesloten staten. Het is het op twee na grootste gebied beheerd door de National Park Service in diezelfde aaneengesloten staten.
Mojave National Preserve ligt tussen de Interstates 15 en 40. In het Preserve liggen onder meer de Beale Mountains, Granite Mountains, Ivanpah Mountains, Marl Mountains, New York Mountains en de Piute Range.